# De Blokken (Baflo)

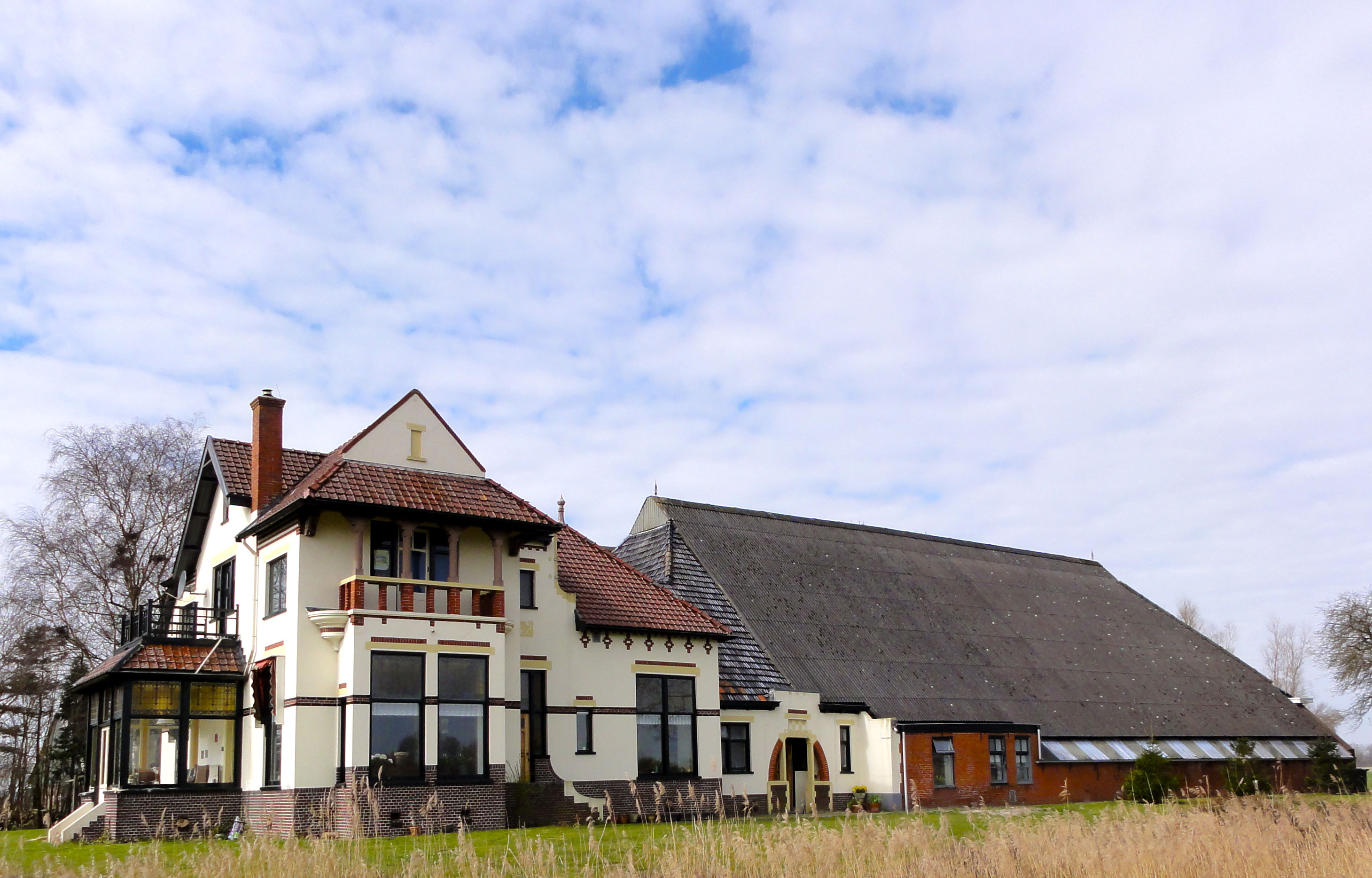
De Blokken aan de Maarhuizerweg nabij Baflo anno 2011

De Blokken is een monumentale boerderij nabij Baflo in de Groningse gemeente Het Hogeland.

## Geschiedenis

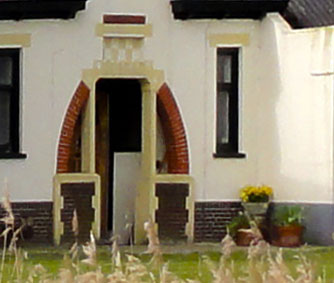
De ingang in het halsgedeelte van de boerderij met Jugendstilelementen

In 1873 werd de boerderij op deze plaats door de bliksem getroffen en brandde geheel af. Het jaar daarop werd er op dezelfde plaats aan de Maarhuizerweg een nieuwe boerderij gebouwd. De latere eigenaar van de boerderij, Klaas van der Tuuk, gaf in 1915 de architect Temme Reitsema uit Leens de opdracht om een nieuw voorhuis te ontwerpen. Reitsma gaf het voorhuis de vorm van een villa, die hij construeerde in een overgangsstijl. Hij gebruikte bij de vormgeving diverse Jugendstilelementen. In 1936 werd het schuurgedeelte ingrijpend gewijzigd en omgebouwd tot een zogenaamde tweekapsschuur.
De gevel van het voorhuis heeft twee uitspringende delen. Aan de oostzijde bevindt zich een driezijdige erker met daarboven een balkon met een gemetselde balustrade onder een dakoverstek, dat rust op een viertal zuilen. Aan de zuidzijde bevindt zich een serre met bovenlichten van glas in lood. Op het schilddak van de serre is een balkon met rondom een houten hekwerk. De hoofdingang van de boerderij bevindt zich aan de oostzijde. Boven de ingang zijn diverse Jugendstilversieringen aangebracht met onder meer de naam van de boerderij tussen twee pauwen.
De hals van de boerderij is evenals het voorhuis voorzien van een pleisterlaag. Ook hier bevindt zich aan de oostzijde een toegangsdeur, die eveneens gedecoreerd is met Jugendstilmotieven (zie afbeelding).
De boerderij is erkend als een rijksmonument onder meer vanwege de gaafheid, de esthetische kwaliteit, de ornamentiek en de beeldbepalende ligging. Het is een voorbeeld van de wijze waarop boeren in dit deel van Nederland in een tijd van voorspoed voor de landbouw hun villaboerderijen lieten bouwen.

## Nieuw Blokken
Toen de eigenaar van De Blokken, Klaas van der Tuuk, rond 1929 ging rentenieren liet hij in het dorp Baflo een rentenierswoning bouwen, die hij Nieuw Blokken noemde. Deze woning werd ontworpen door de architect Willem Reitsema, zoon van de architect die De Blokken had ontworpen.